# Лавиротт, Луи-Анн
Луи-Анн Лавиротт (Ла Виротт) (фр. Louis-Anne La Virotte; 1725, Ноле (Кот-д’Ор) —3 марта 1759, Париж) — французский врач, переводчик и энциклопедист.

## Биография
Изучал медицину в Университете Монпелье. Затем переехал в столицу Франции — Париж, где имел врачебную практику и сотрудничал с редакцией старейшего научно-литературного журнала Европы «Journal des savants» .
Был регентом медицинского факультета старого Парижского университета. В течение многих лет был одним из 18-ти королевских цензоров в области естественной истории, медицины и химии.
После начала Семилетней войны с 1757 года находился в армии Вестфалии. Позже работал в известной парижской больнице Hôpital de la Charité.
Отличался большими познаниями в медицине и литературе.
Участвовал в создании французской Энциклопедии Дени Дидро и Д’Аламбера. Автор ряда статей по медицине.

## Избранные труды
- 1749: Découvertes philosophiques de Newton de Maclaurin.
- 1750: Nоuvelles Observations Microscopiques de Needham
- 1757: Observations sur une Hydrophobie spontanée, suivie de la rage.